# Росток (математика)
Росток объекта на топологическом пространстве выражает локальные свойства объекта. В некотором смысле можно сказать, что это новый объект, который перенимает лишь локальные свойства объекта его породившего (чаще всего в роли таких объектов выступают отображения). Очевидно, что различные функции могут задавать один и тот же росток. В таком случае все локальные свойства (непрерывность, гладкость и т. п.) у таких функций совпадают и достаточно рассматривать свойства не самих функций, а лишь их ростков. Важный момент заключается в том, чтобы ввести понятие локальности, поэтому ростки рассматривают для объектов на топологическом пространстве.

## Формальное определение
Пусть задана точка {\displaystyle x} топологического пространства {\displaystyle X} и два отображения {\displaystyle f,\;g:X\to Y} в любое множество {\displaystyle Y}. Тогда говорят, что {\displaystyle f} и {\displaystyle g} задают один и тот же росток в {\displaystyle x}, если есть окрестность {\displaystyle U} точки {\displaystyle x}, такая что ограничение {\displaystyle f} и {\displaystyle g} на {\displaystyle U} совпадают. То есть,
{\displaystyle f|_{U}=g|_{U}}
(что означает {\displaystyle \forall x'\in U,\;f(x')=g(x')}).
Аналогично говорят о двух подмножества {\displaystyle S,\;T\subset X}: они определяют один и тот же росток в {\displaystyle x}, если существует окрестность {\displaystyle U}, такая что:
{\displaystyle S\cap U=T\cap U.}
Очевидно, что задание одинаковых ростков в точке {\displaystyle x} есть отношение эквивалентности (на отображениях или множествах соответственно), и эти классы эквивалентности называются ростками (ростками отображения или ростками множества). Отношение эквивалентности обозначают обычно {\displaystyle f\sim _{x}g} или {\displaystyle S\sim _{x}T}.
Росток данного отображения {\displaystyle f} в точке {\displaystyle x} обычно обозначают {\displaystyle [f]_{x}}. Аналогично, росток, задаваемый множеством {\displaystyle S}, обозначают {\displaystyle [S]_{x}}.
{\displaystyle [f]_{x}=\{g:X\to Y\mid g\sim _{x}f\}.}
Росток, отображающий точку {\displaystyle x\in X} в точку {\displaystyle y\in Y} пишут {\displaystyle (X,\;x)\to (Y,\;y)}, таким образом {\displaystyle f} является целым классом эквивалентности отображений, и под {\displaystyle f} принято понимать любое репрезентативное отображение.
Можно также отметить, что два множества эквивалентны (задают один и тот же росток множеств), если эквивалентны их характеристические функции (относительно ростков отображений):
{\displaystyle S\sim _{x}T\Longleftrightarrow \mathbf {1} _{S}\sim _{x}\mathbf {1} _{T}.}